# MQA
Le Master Quality Authenticated (MQA) est un codec audio ayant recours à la compression avec perte, conçu pour le streaming audio haute définition et le téléchargement de fichier. Il a été lancé en 2014 par Meridian Audio, une entreprise anglaise.
Pour réduire la taille du fichier MQA bien au-delà de ce que permettent les compressions actuelles (FLAC et ALAC), Meridian a dû opter pour une compression dite détériorante (lossy). Le flux original (24/96, 24/192...) voit son échantillonnage réduit à 48 kHz et sa quantification à 17 bits. Cette réduction utilise les treize premiers bits de quantification compressés sans perte et les quatre suivants le sont avec détérioration. Autrement dit, un fichier MQA contient un noyau de données audio numériques lossless (13 bits / 48 kHz) et des métadonnées lossy (4 bits / 48 kHz).